# Суворова Ольга Олександрівна
Ольга Олександрівна Суворова (1 (14) червня 1906 — ?) — казахський радянський вчений-хімік, організатор науки, доктор хімічних наук (1963), професор (1970), лауреат Державної премії СРСР (1950).

## Біографія
Ольга Суворова народилася 14 червня 1906 року у Вологді. У 1933 році закінчила основний курс Ленінградського державного педагогічного інституту імені А. І. Герцена. Після закінчення аспірантури того ж вишу захистила кандидатську дисертацію з хімії виконану під керівництвом першого радянського хіміка-методиста В. Н. Верховського.
З 1937 до 1969 року — завідувач кафедри хімії Казахського педагогічного інституту імені Абая. Під її керівництвом протягом 30 років кафедра активно займалася як розробкою навчально-методичних питань викладання хімії так і науковою роботою.
Ольга Олександрівна Суворова — автор (співавтор) навчально-методичних посібників «Про зв'язок викладання хімії з практикою і завданнями соціалістичного будівництва» (1940), «Завдання і роботи з хімії» (1941), в яких викладено методи та способи вирішення хімічних завдань, описані техніка і методика лабораторних дослідів з отримання та поділу один від одного, газоподібних та інших речовин, використання в навчальному процесі та практичній діяльності досягнень тодішньої хімічної науки і промисловості того часу. Під керівництвом Ольги Суворової кафедра хімії Казахського педінституту перетворилася на основний навчально-методичний центр Казахстану з хімії, діяльність якого згодом успішно продовжили її учні І. М. Нугуманов, А. Ф. Сейтжанов, С. М. Мусабеков, А. Мирзабаєв, Б. К. Алмашев, К. А. Нурумбетов та інші. Серед їх навчально-методичних досліджень можна виділити два основних напрямки — міжпредметних зв'язків і дидактичні основи викладання хімії.
З 1944 до 1952 року, одночасно з роботою в Казахському педінституті, Ольга Олександрівна Суворова — науковий співробітник казахстанського відділення Інституту металургії АН СРСР. Основним напрямом наукової роботи Суворової стала розробка важливих для промисловості Казахстану наукових досліджень, зокрема виділення рідкісноземельних металів електрохімічними методами, зокрема дослідження електрохімії ренію — відновлення (цементація) ренію металевим цинком і залізом з метою виділення ренію з розбавлених розчинів. Ольга Олександрівна розробила і впровадила у виробництво метод отримання ренію з заводських шлаків. За цю роботу Ользі Олександрівні Суворовій у 1950 році була присуджено Державну премію СРСР. Матеріали дослідження електроосадження ренію з водних розчинів стали основою докторської дисертації Суворової, яку вона захистила в лютому 1963 року.
З 1970 року — професор. Під керівництвом О. А. Суворової наукові дослідження в області електрохімії проводили К. А. Аханбаєв, В. А. Бобров, Б. К. Алмаші, К. А. Нурумбетов, Я. П. Сушков. Ольга Суворова автор понад 34 наукових праць та 4 авторських свідоцтв.
Доля Ольги Олександрівни Суворової після 1976 року невідома. Час смерті і місце поховання невідомі.